# Comuna Jobrîn
Jobrîn (în ucraineană Жобрин) este o comună în raionul Rivne, regiunea Rivne, Ucraina, formată din satele Jobrîn (reședința), Mociulkî, Ruda-Krasna și Uhlîșce.

## Demografie
Componența lingvistică a comunei Jobrîn
     Ucraineană (99,52%)
     Alte limbi (0,48%)
Conform recensământului din 2001, majoritatea populației comunei Jobrîn era vorbitoare de ucraineană (99,52%), existând în minoritate și vorbitori de alte limbi.